# ニューオアシス
『ニューオアシス』は、2006年にパイオニアから発売された完全告知型の5号機のパチスロ機。保通協における型式名は"P5NSB"。同メーカーの5号機としては初の機種である。パネル違いバージョンとして『ハイハイオアシス』がある。25パイコインを使用する沖スロタイプ。

## 概要
ボーナスは、ビッグボーナスとレギュラーボーナスの2種類がある。ビッグボーナスは7揃いで、345枚を超える払い出し（純増枚数約335枚）で終了する。レギュラーボーナスは7・7・BARの揃いで、165枚を超える払い出し（純増枚数約168枚）で終了する。レギュラーボーナスはビッグボーナスのちょうど半分の出玉となっている。
通常時は1から3枚掛け、ボーナス時は1枚掛けで、有効ラインはともに5ラインである。1または2枚掛けの場合は、全ての小役が15枚の払い出しとなっている。
告知のタイミングは、成立ゲームのレバーON時・第3停止時・次ゲームのレバーON時の3つのパターンが大半を占めているが、これ以外のパターンもあり、その場合はビッグボーナスが確定する。また、告知ランプの点滅パターンはほとんどが通常点滅であるが、高速点滅や右からの点滅など、通常と異なる場合もビッグボーナス確定である。
ビッグボーナスが3連荘（100ゲーム以内が条件）になると、ビッグボーナスのBGMが初代『オアシス』のBAR揃い時のものに変化し、さらに5連荘になると、同7揃い時のBGMに変化する。連荘数は、途中でレギュラーボーナスを挟んでいても有効。ただし、連荘の最初のボーナスがビッグボーナスであることが絶対条件となる。
スペシャルテンパイ音が発生することもあり、この場合はビッグボーナスが既に成立している。
なお、5号機によくみられる小役との同時当選は本機にはなく、ボーナスは全て単独当選となっている。

## ボーナス確率
| 設定 | BIG確率 | REG確率 | 機械割 |
| ---- | ------- | ------- | ------ |
| 1    | 1/300   | 1/668   | 96%    |
| 2    | 1/290   | 1/630   | 98%    |
| 3    | 1/280   | 1/595   | 100%   |
| 4    | 1/270   | 1/565   | 103%   |
| 5    | 1/262   | 1/537   | 105%   |
| 6    | 1/256   | 1/496   | 108%   |

※各数値はメーカー発表値。